# Omphale salicis
Omphale salicis is een vliesvleugelig insect uit de familie Eulophidae. De wetenschappelijke naam is voor het eerst geldig gepubliceerd in 1833 door Haliday.